# Габіній (король квадів)
Габіній (д/н — 374) — король квадів.

## Життєпис
Про цього правителя квадів замало відомостей. Висловлюється думка, що справжнім ім'ям його було Вітродор. Тим самим був сином короля Відуарія, що правив приблизно до кінця 350-х років. Або після поразок від імператора Констанція II останнього квади обрали королем його родичем Габінія (германське ім'я його невідоме), що вважався прихильником Риму.
Ймовірно, вирішив скористатися війною імператора Валентиніана I проти алеманів, тому в 371—372 роках спільно з сарматами (можливо, язигами) вдирався до Паннонії, але зрештою зазнав поразки. У відповідь римський імператор наказав зміцнити провінцію Паннонію Валерію (на схід від Паннонії Першої). При цьому дукс Марцелліан здійснював фортифікаційні роботи навіть на протилежному березі Дунаю (на землях квадів). Габіній звернувся до імператора з проханням скасувати ці роботи та укласти договори з квадами як федератами, але дістав відмову. Зрештою 374 року на бенкеті Габінія було вбито за наказом Марцелліана. Це спровокувало вторгнення квадів до Римської імперії, яке вдалося відбити лише у 375 році.